# Тур Средиземноморья
Тур Средиземноморья (фр. Tour Méditerranéen Cycliste Professionnel) — шоссейная многодневная велогонка по французскому побережью Средиземного моря. 

## История
Гонка была основана в 1974 году бывшим велогонщиком, победителем Тур де Франс 1966 Люсьеном Аймаром, который являлся её бессменным организатором 38 лет при поддержке Клода Эскалона. В результате споров с советом директоров Национальной велосипедной лиги он покинул своё место и был заменён в 2013 году Андре Мартре и Клодом Примардом до марта 2015 года.
С 1974 по 2014 год (первые четыре года под названием «Trophée Méditerranéen») гонка проводилась в феврале в южном французском регионе Прованс - Альпы - Лазурный берег, иногда с заездами на территорию Италии в Лигурию. Маршрут включал от четырёх до восьми этапов, один из которых традиционно включал восхождение на гору Фарон в Тулоне.
Тур Средиземноморья являлся частью серии февральских велогонок на юге Франции. Гонка проходила после Этуаль де Бессеж, и перед Тур дю От-Вар, Туром Прованса и Классик Суд Ардеш. Участие в этих гонках принимали в основном французские команды, рассматривающие их в качестве подготовки к Париж — Ницце — первой европейской многодневки в календаре Мирового тура UCI.
С 2005 года входила в UCI Europe Tour с категорией 2.1.
Возникшие проблемы в начале 2012 года между организаторами и Французской федерацией велоспорта, почти означали отмену мероприятия до того, прежде чем будет достигнута договоренность.  Но после подтверждения UCI в конце января 2012 года о включение гонки в сореновательный календарь она состоялась.
В январе 2015 года из-за финансовых трудностей запланированная на февраль гонка была сокращена с пяти до трёх этапов, убрав и традиционное восхождение на гору Фарон. Однако в начале февраля организаторы после постановления Национального олимпийского комитета Франции (CNOSF) заявили гонка будет отменена полностью.
Среди  победителей гонки были такие известные гонщики как Эдди Меркс, Джанни Буньо, Тони Ромингер, Лоран Жалабер и Паоло Беттини. Рекордсменом с тремя победами является Джерри Кнетеманн.
В 2016 году гонка была восстановлена как La Méditerranéenne. Её протяжённость составила четыре этап которые прошли по территориям трёх стран — Испании, Франции и Италии.

## Призёры
| Год  | Победитель           | Второй            | Третий             |
| ---- | -------------------- | ----------------- | ------------------ |
| 1974 | Шарль Рохель         | Сириль Гимар      | Jack Mourioux      |
| 1975 | Жозеф Брюйер         | Бернар Лабурдетт  | Патрик Перре       |
| 1976 | Рой Схёйтен          | Роланд Зальм      | Мишель Лорен       |
| 1977 | Эдди Меркс           | Вильфрид Весемель | Жан Шассан         |
| 1978 | Джерри Кнетеманн     | Жозеф Брюйер      | Жан-Люк Ванденбрук |
| 1979 | Мишель Лорен         | Джерри Кнетеманн  | Йос Схиппер        |
| 1980 | Джерри Кнетеманн     | Хенк Люббердинг   | Мишель Лорен       |
| 1981 | Штефан Муттер        | Грэм Джонс        | Марсель Тинацци    |
| 1982 | Мишель Лорен         | Грег Лемонд       | Раньеро Гради      |
| 1983 | Джерри Кнетеманн     | Йоп Зутемелк      | Стивен Рокс        |
| 1984 | Жан-Клод Багот       | Стивен Роуч       | Штефан Муттер      |
| 1985 | Фил Андерсон         | Эрик Кариту       | Стивен Роуч        |
| 1986 | Жан-Франсуа Бернар   | Жоэль Пельтье     | Жан-Мари Грезе     |
| 1987 | Геррит Соллевельд    | Эрик Ван Ланкер   | Франческо Мозер    |
| 1988 | Ян Невенс            | Шарли Мотте       | Люк Леблан         |
| 1989 | Тони Ромингер        | Люк Розен         | Ролан Ле Клерк     |
| 1990 | Жерар Рю             | Тони Ромингер     | Вячеслав Екимов    |
| 1991 | Фил Андерсон         | Тони Ромингер     | Хулиан Гороспе     |
| 1992 | Рольф Гёльц          | Ронан Пенсек      | Лоран Мадуа        |
| 1993 | Шарли Мотте          | Хейнц Имбоден     | Паскаль Лэнс       |
| 1994 | Давиде Кассани       | Евгений Берзин    | Лоран Брошар       |
| 1995 | Джанни Буньо         | Роберто Петито    | Давиде Ребеллин    |
| 1996 | Франк Ванденбрук     | Фабио Бальдато    | Владимир Белли     |
| 1997 | Эммануэль Маньен     | Микеле Бартоли    | Франческо Фраттини |
| 1998 | Родолфо Масси        | Бо Хамбургер      | Ришар Виранк       |
| 1999 | Давиде Ребеллин      | Майкл Богерд      | Владимир Белли     |
| 2000 | Лоран Жалабер        | Бобби Джулич      | Джонатан Вотерс    |
| 2001 | Давиде Ребеллин      | Давид Монкутье    | Лоран Брошар       |
| 2002 | Микеле Бартоли       | Паоло Тиралонго   | Майкл Богерд       |
| 2003 | Паоло Беттини        | Лоран Брошар      | Сильвен Шаванель   |
| 2004 | Йорг Якше            | Иван Бассо        | Йенс Фогт          |
| 2005 | Йенс Фогт            | Фрэнк Шлек        | Франко Пеллицотти  |
| 2006 | Сирил Дессел         | Александр Бочаров | Пьетро Кауччиоли   |
| 2007 | Иван Гутьеррес       | Рикардо Серрано   | Владимир Ефимкин   |
| 2008 | Александр Бочаров    | Давид Монкутье    | Микаэль Альбазини  |
| 2009 | Луис Леон Санчес     | Юсси Вейкканен    | Дэниэл Мартин      |
| 2010 | Ринальдо Ночентини   | Максим Иглинский  | Джонни Хогерланд   |
| 2011 | Давид Монкутье       | Жан-Кристоф Перо  | Ваут Пулс          |
| 2012 | Джонатан Тьернан-Лок | Михел Кредер      | Даниэль Наварро    |
| 2013 | Томас Лёфквист       | Жан-Кристоф Перо  | Франческо Реда     |
| 2014 | Стив Каммингс        | Жан-Кристоф Перо  | Риккардо Цойдль    |

- В 2010 году первоначально победу одержал испанец Алехандро Вальверде, но после того как его дисквалифицирвали за допинг, согласно постановлению Спортивного арбитражного суда, все его результаты с 1 января 2010 по 31 декабря 2011 года были аннулированы. Произошло перераспределение мест.[18][19]